# Campanula elatines
Campanula elatines är en klockväxtart som beskrevs av Carl von Linné. Campanula elatines ingår i släktet blåklockor, och familjen klockväxter. Inga underarter finns listade i Catalogue of Life.